# Alferd Packer
Alferd Griner Packer, anche noto più semplicemente come Alfred o Al Packer (Contea di Allegheny, 21 gennaio 1842 – Contea di Jefferson, 23 aprile 1907), è stato un assassino statunitense.
Durante una corsa all'oro Packer ed altri cinque uomini tentarono di attraversare le montagne San Juan, in Colorado, ma la primavera successiva del gruppo ricomparve solo lui. Dopo settimane di interrogatori e versioni contrastanti confessò la morte dei compagni e di averne mangiato i corpi per sopravvivere al rigido inverno montano, anche se varie ricostruzioni dell'accaduto propendono piuttosto per un omicidio plurimo premeditato. Condannato a quarant'anni di prigione (di cui solo diciotto scontati), la sua figura è entrata a far parte del folklore statunitense come il Cannibale del Colorado.

## Primi anni di vita
Nativo della Pennsylvania, probabilmente venne battezzato come "Alfred", ma, essendo analfabeta, per tutta la vita continuò a riferirsi a sé stesso come "Alferd". Soffriva sin da piccolo di violenti attacchi di epilessia che ne influenzavano l'umore, rendendolo intrattabile, litigioso, cleptomane e bugiardo patologico.
Inizialmente apprendista calzolaio, entrò in feroce contrasto coi genitori, scappò di casa per arruolarsi nell'esercito americano. Partecipò alla guerra civile, venendo tuttavia congedato nel 1862 perché ritenuto fisicamente inadatto a combattere a causa dei frequenti attacchi epilettici. Sfruttando le difficili comunicazioni dovute al periodo bellico, qualche tempo dopo riuscì ad essere nuovamente arruolato, ma venne ancora una volta congedato, sempre a causa delle sue precarie condizioni fisiche. Pare che durante il servizio militare si fosse fatto tatuare il proprio nome, Alferd.
Dopo aver tentato di mantenersi con svariati lavori, decise di emigrare nel West per fare fortuna come minatore, ma non ebbe successo. Per un certo periodo s'improvvisò guida tra Utah e Colorado, facendosi tuttavia una pessima nomea a causa della sua totale incapacità.

## I fatti

### In Colorado

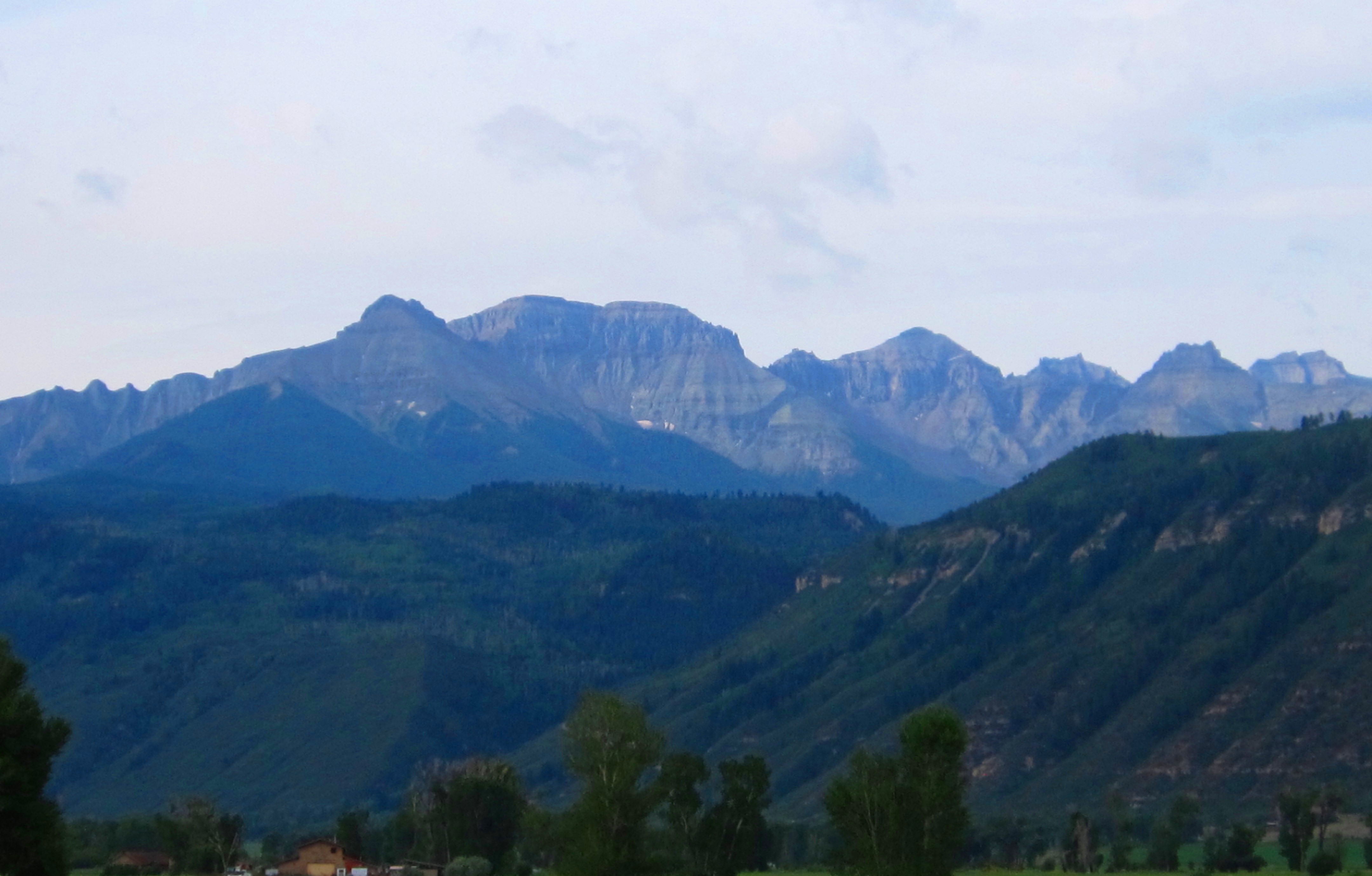
Alcune vette delle montagne San Juan viste da Ridgway, in Colorado

Nel novembre 1873 si trovava nello Utah, dove si unì a una compagnia di venti uomini diretti in Colorado per tentare la fortuna con la corsa all'oro, che allora impazzava a Breckenridge. Dopo due mesi di viaggio, tuttavia, la spedizione era in grande difficoltà, finché il 21 gennaio 1874 raggiunse un accampamento indiano presso Montrose.
Il capo indiano Ouray, da sempre ospitale verso i coloni, accolse la spedizione e permise ai suoi membri di svernare presso di lui. Alcuni tuttavia insistevano per proseguire e, nonostante gli avvertimenti di Ouray, Packer, millantatosi come una guida esperta delle vicine montagne San Juan, convinse altri cinque uomini a seguirlo. Nonostante fosse allora pieno inverno, il 9 febbraio, accompagnato da Shannon Wilson Bell, Israel Swan, James Humphrey, George Noon e Frank Miller, Packer lasciò l'accampamento alla volta delle montagne innevate. Salvo Packer, nessuno degli altri fu più rivisto vivo.

### Arrivo a Los Pinos
Il 16 aprile 1874, più di due mesi dopo essersi addentrato tra i monti, Packer giunse al piccolo insediamento di Los Pinos, 20 miglia a nordovest di Lake City e sede di un ridotto distaccamento militare. , ma vomitò il cibo datogli, bevve molti bicchieri di whisky, fornendo una prima versione di ciò che gli era successo: persisi ben presto in una tormenta di neve, Packer fu lasciato indietro dai compagni perché troppo lento, sopravvivendo sino in primavera nutrendosi di bacche, gemme e radici. La storia destò fin da subito molti dubbi, poiché Packer non appariva malnutrito come il suo racconto avrebbe lasciato intendere e soprattutto perché gli altri membri del suo gruppo non erano ancora sopraggiunti a Los Pinos, tappa obbligata per via delle scarse razioni di cibo nella loro disponibilità.
Dopo pochi giorni Packer si trasferì nella vicina città di Saguache, dove cominciò a spendere e a bere smodatamente, dando versioni contrastanti di ciò che gli era successo. Quando infine giunsero in città gli altri componenti della spedizione rimasti a svernare presso gli indiani, si scoprì che l'uomo era in possesso di parecchi oggetti che non gli appartenevano, come molti portafogli, il coltello di Frank Miller, la pipa di Shannon Bell e il fucile di Israel Swan, cose da cui difficilmente i proprietari si sarebbero separati, tanto meno donarlo all'inaffidabile Packer.

### La confessione e la scoperta dei corpi
A questo punto il "sopravvissuto" venne virtualmente arrestato dall'agente indiano Charles Adams, che prima lo interrogò lungamente e poi lo obbligò a condurre una spedizione di ricerca sulle montagne per trovare i membri dispersi del suo gruppo. A seguito delle pressioni di Adams, Packer fece infine le prime ammissioni: non era stato abbandonato come sostenuto in un primo momento, ma i compagni avevano cominciato a soccombere poco per volta all'aspro clima invernale. Dal suo racconto, il primo a morire, dieci giorni dopo essersi addentrati tra le montagne, era stato Israel Swan, il più anziano del gruppo, e, vista la scarsità di cibo, gli altri avevano deciso di ricorrere al cannibalismo e cibarsi dei suoi resti. Presto Humphrey aveva subito lo stesso destino, mentre Miller e Noon erano rimasti vittime della pazzia di Shannon Bell: un giorno, mentre Packer si era allontanato per raccogliere legna da ardere, Bell, apparentemente impazzito, aveva sparato agli altri due, uccidendoli, attaccando poi anche Packer al suo ritorno, ma egli, per difendersi, avrebbe a sua volta sparato a Bell, uccidendolo dopo una furiosa lotta corpo a corpo e cibandosi dei suoi resti per poter sopravvivere.

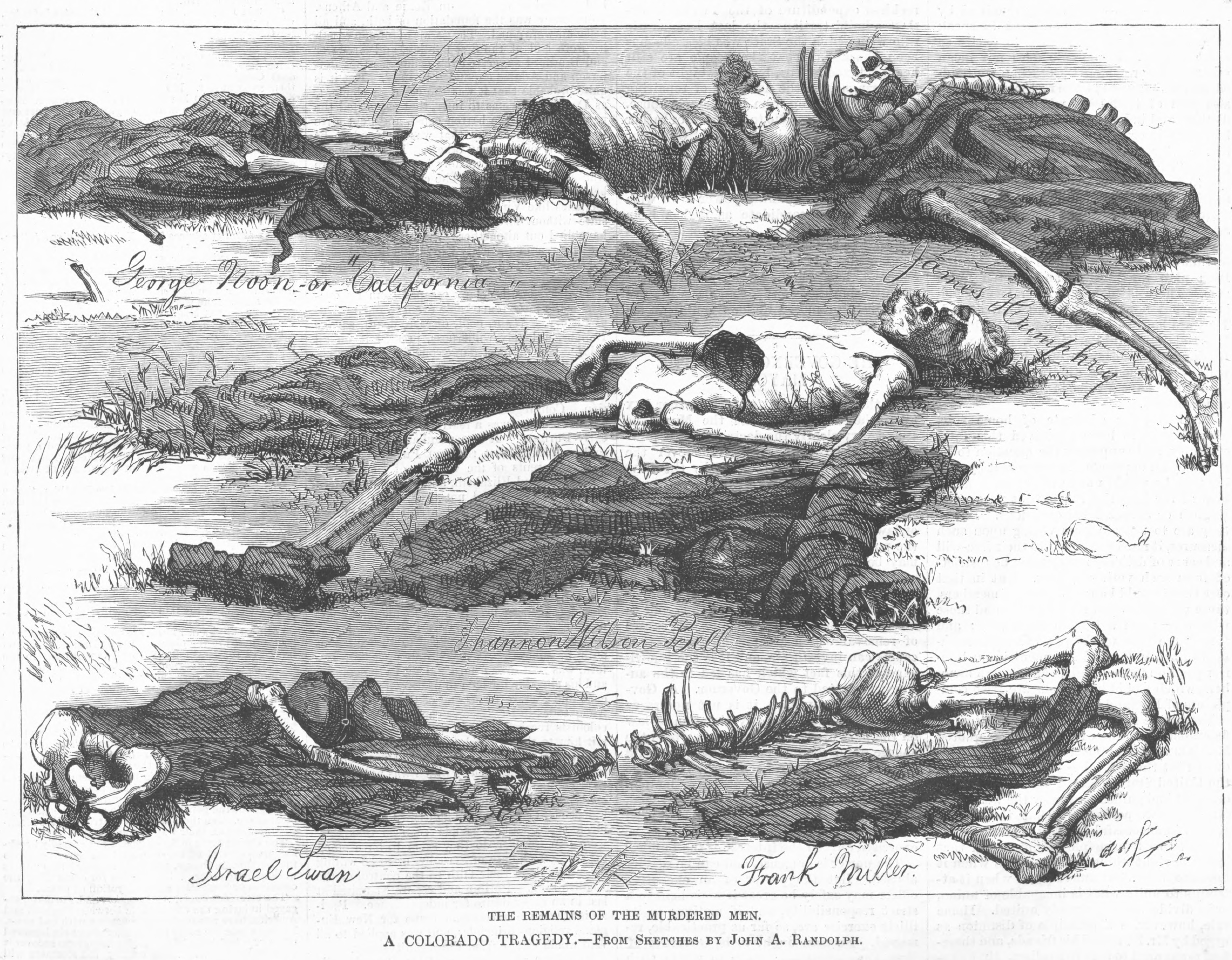
I resti dei compagni di Packer, disegnati da John A. Randolph, autore della scoperta

La ricerca, a causa della neve ancora alta e dell'incapacità della "guida" di orientarsi, non diede risultati, e Packer venne allora detenuto a Saguache in attesa di ulteriori sviluppi. La svolta arrivò nell'agosto successivo, quando John A. Randolph, un vignettista del quotidiano Harper's Weekly, inviato per seguire la vicenda, s'imbatté per caso nel rifugio usato da Packer durante i mesi sulle montagne, facendo una scoperta agghiacciante: lo scioglimento delle nevi aveva rivelato, poco distanti, i corpi dei suoi cinque compagni, raccolti in formazione concentrica e in vari stadi di decomposizione, con evidenti segni di morte violenta e amputazioni post mortem.
La scoperta di Randolph confutava tutte le versioni riferite fino ad allora da Packer, poiché i suoi compagni non erano morti uno alla volta e in posti diversi come aveva affermato, ma erano state vittime di un attacco simultaneo. Packer fu accusato di omicidio, ma riuscì ad evadere dalla prigione di Saguache grazie alla precarie misure di sicurezza e per i successivi nove anni riuscì a far perdere le proprie tracce.

## Cattura, processo e condanna
Solo nel 1883 Packer venne nuovamente arrestato: assunta la falsa identità di "John Schwartze", era fuggito a Cheyenne, in Wyoming, riducendosi a vivere di espedienti e a patire spesso la fame. Un giorno avvicinò l'emigrato francese Jean Carbazon, chiedendogli l'elemosina, sfortuna volle che dieci anni prima questi avesse fatto parte proprio della spedizione partita dallo Utah per il Colorado e, riconoscendo il fuggitivo, lo denunciò allo sceriffo locale, che provvide ad arrestarlo e a estradarlo in Colorado.
Il processo contro Alferd Packer assunse presto connotati politici, tanto che Melville B. Gerry, giudice che lo presiedeva e fervente democratico, lo accusò di essere un repubblicano assetato di sangue e di aver ucciso e mangiato i cinque compagni proprio per ridurre il numero di elettori democratici e per questo l'avrebbe condannato a morte. Durante il processo Packer si difese da solo, fornendo nuovamente versioni alterate e inaffidabili dell'intera vicenda, pronunciando arringhe insensate e sostenendo fino alla fine che il responsabile degli omicidi fosse stato Shannon Bell.
Inizialmente condannato all'impiccagione, la sua sentenza venne commutata in quarant'anni di carcere per un tecnicismo, per poi venire infine rilasciato nel 1901 per l'interessamento della giornalista Polly Pry, che condusse una campagna mediatica in suo favore, accusando le autorità di averlo condannato con solo prove circostanziali. Graziato dal governatore del Colorado Charles Spalding Thomas, rifiutò varie offerte da parte di impresari per lucrare sulla propria vicenda, preferendo vivere modestamente a Littleton e lavorando come guardiano presso la sede del Denver Post, quotidiano che aveva contribuito alla sua liberazione. Morì nel 1907 a causa della demenza senile, venendo sepolto a Littleton; la sua prima lapide, rubata del corso dei decenni, è stata sostituita con una di foggia militare fornita dal governo degli Stati Uniti in ricordo del suo servizio durante la guerra civile.

## Lascito culturale e indagini moderne
La figura di Alferd Packer e del suo cannibalismo lasciò una grande impressione nella società americana, tanto da far nascere associazioni dedite alla ricerca sul suo caso per dimostrarne alternativamente l'innocenza o la colpevolezza. La sua storia ha ispirato i film, La Leggenda di Alfred Packer (1980), L'insaziabile (1999), Devoured: The Legend of Alfred Packer (2005) e un musical, Cannibal! The Musical (1993), oltre che svariate canzoni e ballate.

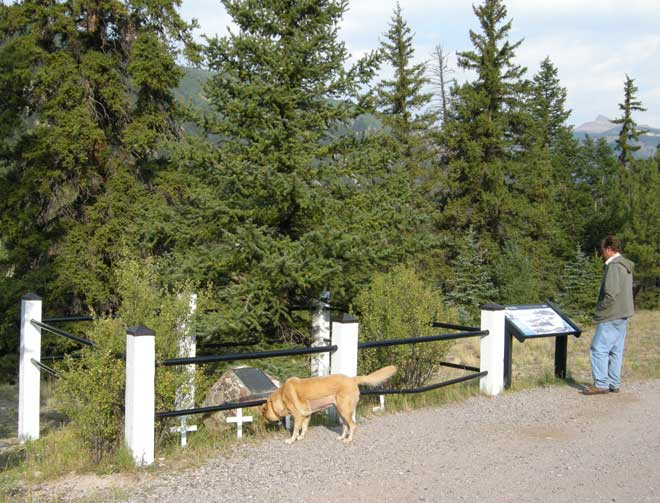
Luogo di sepoltura delle vittime di Alferd Packer (Dead Man's Gulch, Colorado)

### Possibile svolgimento degli omicidi
Nel 1989 vennero riesumati i resti delle presunte vittime del Cannibale del Colorado; se da un lato era impossibile dimostrare o meno il cannibalismo di Packer (che comunque non aveva mai negato), dall'altro l'esame forense confermò la morte violenta dei cinque. I crani ancora conservati presentavano segni di grossi traumi, probabilmente causati da un forte colpo ricevuto da un oggetto contundente, mentre gli ossi sacri presentavano varie piccole ferite cilindriche, corrispondenti a segni di denti di animali oppure a fori di proiettile. Conclusi gli esami, i resti vennero di nuovo seppelliti dopo una funzione religiosa.
Partendo dall'ipotesi che Packer abbia effettivamente commesso gli omicidi, i ricercatori hanno fornito una ricostruzione della dinamica degli eventi. Packer avrebbe attaccato i compagni mentre dormivano, colpendoli prima in testa con un oggetto contundente, probabilmente il calcio di un fucile, e poi sparando a chi era sopravvissuto, con l'evidente intenzione di derubarli dei loro averi. Tuttavia, a causa della propria incapacità come guida, non sarebbe poi stato in grado di fuggire dalle montagne, riducendosi quindi a mangiare i resti delle sue vittime per poter sopravvivere fino al disgelo.

### La pistola di Packer
Tra il 1994 e il 1999 il professor David P. Bailey, tramite un vasto lavoro di comparazione delle versioni di Packer, dei verbali del processo e delle testimonianze contro di lui, arrivò alla conclusione che avesse davvero agito per legittima difesa e che fosse stato Shannon Bell a uccidere i restanti membri della spedizione. Per Bailey ciò era corroborato da una pistola Colt (modello 1862) rinvenuta nel luogo degli omicidi nel 1950 e conservata al Museo del Colorado Occidentale, da molti ritenuta appartenente a Packer fin dai tempi della guerra civile e dal cui tamburo mancavano due colpi, esattamente il numero di proiettili che aveva sempre dichiarato di aver esploso contro Bell quando era stato da lui attaccato.
Per Bailey, inoltre, il processo contro Packer era stato gravemente falsato dall'inaffidabilità dei testimoni e dalla volontà dei giudici di giungere in fretta a un verdetto di colpevolezza. Nel 2001 riuscì a dimostrare che la pistola era effettivamente quella usata da Packer, grazie a un campione dei resti di Shannon Bell conservato dall'esumazione del 1989, nel quale venne ritrovato un frammento di piombo compatibile con quello dei proiettili ancora presenti nella pistola stessa, che dimostrava come Bell fosse morto per un colpo sparato a bruciapelo che aveva fatto disintegrare il proiettile.
Nonostante gli studi di Bailey, non v'è certezza sulla reale dinamica dei fatti e sulla veridicità delle affermazioni di Alferd Packer.